# Otostegia olgae
Otostegia olgae là một loài thực vật có hoa trong họ Hoa môi. Loài này được (Regel) Korsh. mô tả khoa học đầu tiên năm 1896.